# Deathraiser
Deathraiser ist eine brasilianische Thrash-Metal-Band aus Leopoldina, die im Jahr 2006 unter dem Namen Merciless gegründet wurde.

## Geschichte
Die Band wurde im Jahr 2006 unter dem Namen Merciless von Gitarrist und Sänger Thiago, Schlagzeuger William, Gitarrist Ramon und Bassist Rafael gegründet. Am 29. und 30. September 2007 nahm die Band ihr erstes Demo namens Possessed by Thrash auf. Nach der Veröffentlichung folgten einige Auftritte bis zum Ende des Jahres. Daraufhin verließ Bassist Rafael die Besetzung und wurde durch Junior ersetzt. 2008 folgten weitere Auftritte, unter anderem in São Paulo und Rio de Janeiro. Im Jahr 2009 änderte die Band ihren Namen in Deathraiser, da bereits eine Band mit demselben Namen existierte. Im Jahr 2011 folgte mit Violent Aggression das Debütalbum über Xtreem Music.

## Stil
Die Band spielt klassischen Thrash Metal, der an die frühen Werke von Kreator, Sepultura und Slayer erinnert.

## Diskografie

### Als Merciless
- 2007: Promo CD (Demo, Eigenveröffentlichung)
- 2007: Possessed by Thrash (Demo, Eigenveröffentlichung)
- 2009: Get Thrashed (Split mit Soul Assassins, Eigenveröffentlichung)
- 2009: Join the Thrash Army! (Split mit Bloodstone und Tortura, Nuclear Thrash Records)

### Als Deathraiser
- 2011: Violent Aggression (Album, Xtreem Music)